# Gamine (groupe)
Pour les articles homonymes, voir Gamine.
Gamine est un groupe de pop rock français, originaire de Bordeaux, en Gironde. 
Il est connu pour le titre Voilà les anges (1988), issu de l'album homonyme. 
Cet album, édité la même année sur le label Barclay, symbolise l'affirmation du renouveau d'un courant pop rock français influencé par la scène des années 1960 ; en effet sa production est nettement orientée autour d'une orchestration guitare/basse batterie/ orgue qui font penser à des groupes comme The Byrds, The Velvet Underground et The Beatles, mais aussi à The Smiths.

## Biographie

### Origines et débuts
Les racines du groupe, formé à Bordeaux, remontent au début des années 1980. Il commence à faire parler de lui avec la reprise percutante du morceau Harley Davidson en 1984. L'image et le son du groupe sont alors à contre-courant de ce que les groupes pop français pouvaient présenter à l'époque, ici point de synthétiseur, mais des guitares clairement orientées années 1960, le chant semble détaché.
Tournant sans relâche en Gironde, le groupe fait une apparition sur France 3 Aquitaine en 1986, où il présente en direct une de leurs nouvelles chansons Le Voyage qui va connaître un succès dans le milieu indie pop, c'est alors que le label Barclay leur propose un contrat qu'il va concrétiser avec l'album Voilà les anges.

### Amorce de succès
Celui-ci et le single du même nom vont connaître un succès croissant alimenté par une tournée réussie en 1988/89 ; le titre éponyme, sans connaître un triomphe en termes de classement dans les hit-parades, rencontre un écho certain et est devenu avec le temps un standard des années 1980. Il connait d'ailleurs une nouvelle jeunesse avec la reprise qu'en a faite le groupe Nouvelle Vague (chantée par Cœur de pirate) en 2011.
Le groupe, désormais baptisé Gamine, publie son premier album, intitulé Voilà les anges, qui comprend des morceaux comme L'autre, 999, Koelkast, Nos sentiments et Les Gens sont si bizarres. Il comprend également une reprise de la chanson May I de Kevin Ayers. Pendant cette période, la comparaison avec l'autre groupe bordelais Noir Désir n'est pas sans conséquence sur son devenir ; il a souvent été reproché à Gamine d'être excessivement pop au regard de l'attitude éminemment rock de Noir Désir.

### Dream Boy
En 1990, sort le deuxième album Dream Boy inauguré par le single du même nom. Enregistré en Angleterre, le groupe fonde beaucoup d'espoir dans sa parution, mais le public ne suit pas vraiment, la production semble rachitique, les compositions ne sont pas toutes à la hauteur ; plus important sans doute, aucun tube ne vient appuyer sa promotion. Pourtant, Gamine aborde de nouveaux rivages dans cet album, témoin la reprise de Léo Ferré Pauvre Rutebeuf ; deux ou trois autres chansons auraient pu connaître un meilleur sort si Gamine avait fait le nécessaire en matière de promotion[réf. souhaitée]. En pleine tournée Dream Boy, le groupe se saborde victime de l'insuccès et des tensions qui en ont découlé entre les membres du groupe, en particulier le chanteur Paul Félix Visconti et le guitariste Paco Rodriguez.

### Retours occasionnels
Gamine bénéficie depuis quelques années d'un regain d'intérêt des jeunes générations, pour preuve la parution de la compilation Gamine revisité 1980-1986 (2004) qui retrace les débuts du groupe. Gamine participe avec Étienne Daho, Noir Désir à décomplexer le courant pop/rock français des années 1980 qui restait nostalgique de l'influence de Téléphone. À ce jour, les deux albums parus chez Barclay n'ont pas été réédités.
Le 26 juillet 2018, la formation originale du groupe se réunit pour un concert spécial  pour ses 30 années d'existence, au Grand Parc de Bordeaux,.
En 2024, Paul Felix revient avec un ep, et joue quelques concerts à l'occasion. A la fin des années 90 ainsi que dans les années 2000, il aura vécu dans des monastères bouddhistes.

## Membres
- Paco Rodriguez - guitares, chant
- Paul Félix Visconti - chant, basse, guitare
- Fred Spindler - guitare
- Jean-François Braar - batterie
- Nito Suarez (ex Stilettos) - guitare
- Michel Bonneval - guitare
- Jean-Michel « Batteur » Daulon - batterie
- José Ruiz (ex Stilettos) - guitare
- Guillaume Bacou - basse
- Thierry Derigon (ex Stilettos) - batterie
- Jean-Claude « Boubou » Bourchenin - batterie

## Discographie
- 1982 : Fille du soir/Simon Templar (45 tours)
- 1983 : Snapshots (compilation), un titre Gamine
- 1983 : Gamine (mini Lp 5 titres produit par Chris Wilson et Robin Wills)
- 1984 : Julie Julie / Sans effet (45 tours)
- 1985 : Harley Davidson (maxi 45 tours + Paris, Paris et Bleu Pâle)
- 1985 : Harley Davidson (album de compilation espagnol) : 1 inédit Zebra Club cover des Bongos
- 1986 : Le Voyage/Les Jeux Innocents (45 tours)
- 1988 : Voilà les anges (album)
- 1990 : Dream Boy (album) + Lemon People Session en édition limitée
- 1991 : Contresens (compilation Fnac Music) (avec le morceau Monsieur Question Mark)
- 2004 : Gamine revisité 1980-1986 (compilation)